# Spitzstein
Spitzstein – szczyt w Alpach Chiemgawskich, części Alp Bawarskich na południowy–zachód od jeziora Chiemsee i na północ od pasma górskiego Kaisergebirge. Przez jego skalny wierzchołek, na którym stoi krzyż i kaplica, przebiega granica między Bawarią a Tyrolem i jednocześnie między Niemcami a Austrią. Ze szczytu rozciąga się piękna panorama na Północne Przedgórze Alp i okoliczne szczyty Alp Chiemgawskich oraz pasma Bayerische Voralpen, a przy dobrej widoczności nawet Alp Centralnych. Wysokość szczytu wynosi według niemieckich pomiarów 1596,2 m n.p.m., a według austriackich 1598 m nad poziomem Adriatyku.
Szczyt Spitzsteinu jest najłatwiej osiągalny z Sachrangu przez schronisko Spitzsteinhaus (1252 m). Inne drogi zaczynają się w Innerwaldzie lub Erlerbergu. W czerwcu 2017 r. Niemiecki Związek Alpejski odnowił i ponownie udostępnił szlak przez północną ścianę Spitzsteinu. Krótką ścieżkę (ok. 100 m długości z 60 m stalowej linki), która nie sprawia większych trudności, można przejść na własne ryzyko (kategoria B). Na przejście łatwiejszego, normalnego szlaku ze schroniska Spitzsteinhaus przez południowe zbocze, potrzeba ok. 1 godziny. Ta trasa jest łatwa, ale częściowo stroma i po deszczu śliska. Znakowany szlak wiedzie najpierw przez otwarty teren, a potem do szczytu przez las z kilkoma skałami.

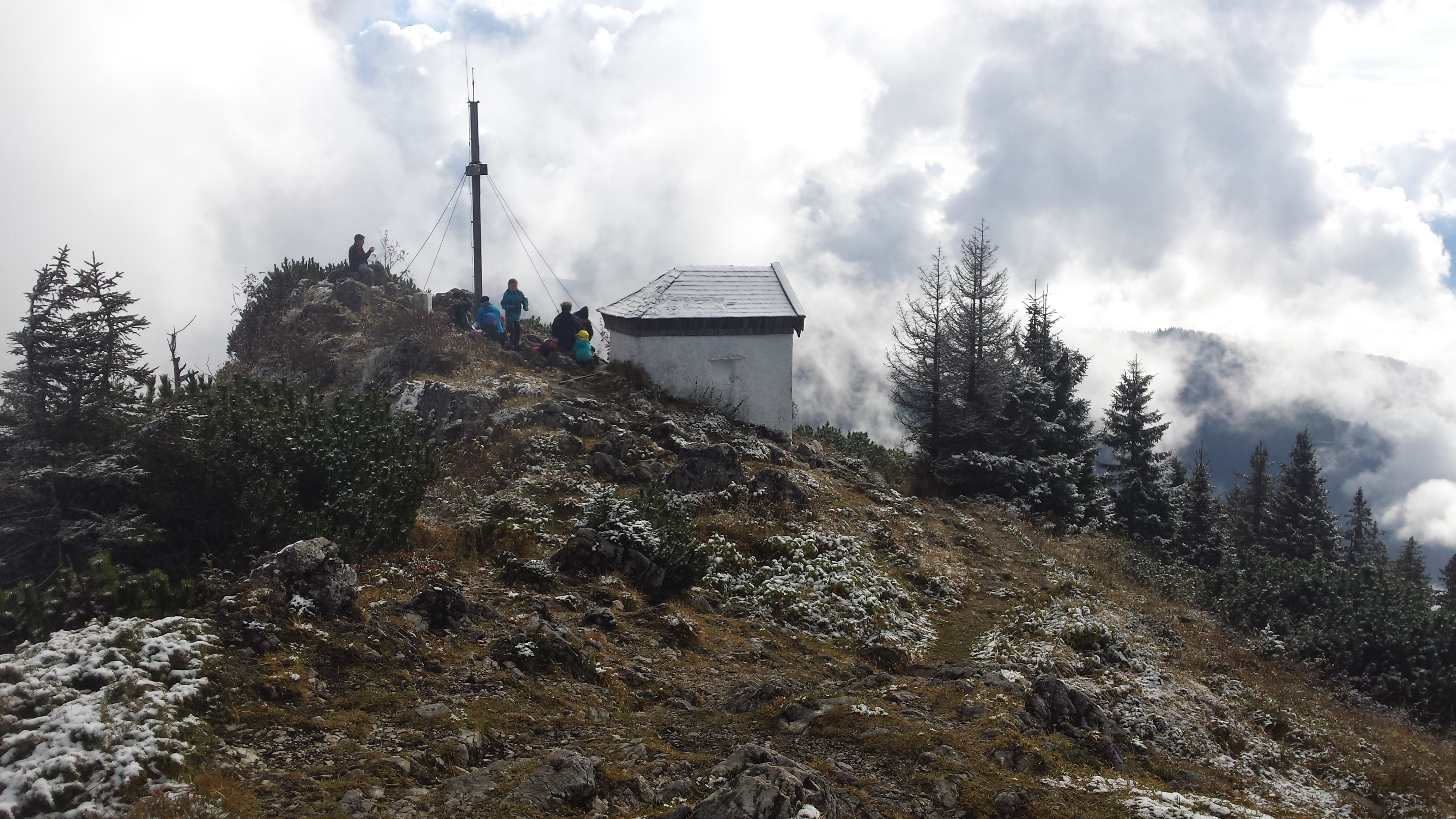
Pierwszy jesienny śnieg na Spitzsteinie.
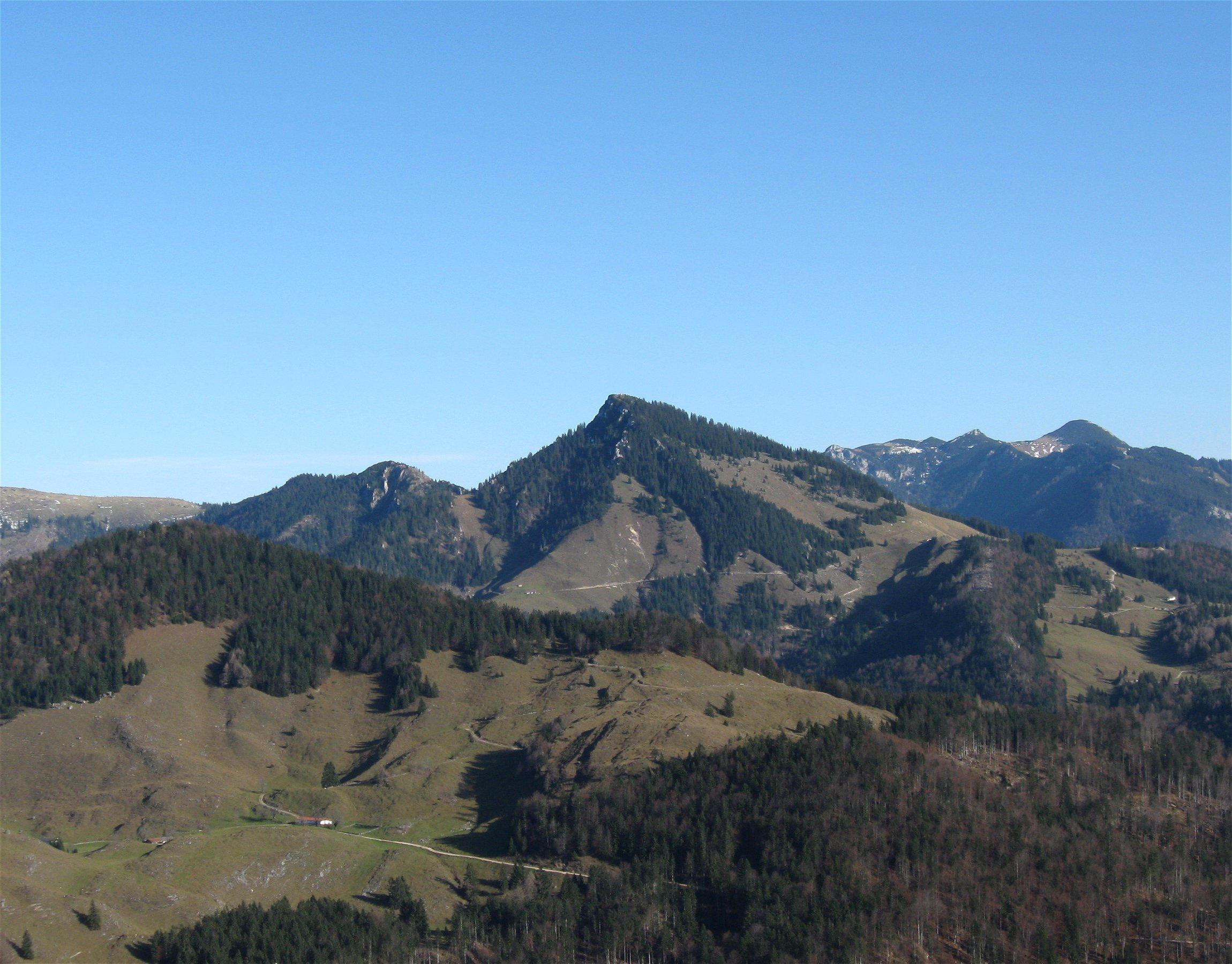
Spitzstein (z przodu) i Geigelstein (z tyłu po prawej) widziany Kranzhornu.